# Tomentocera haleakala
Tomentocera haleakala är en insektsart som beskrevs av John Wyman Beardsley 1964. 
Tomentocera haleakala ingår i släktet Tomentocera och familjen ullsköldlöss. Inga underarter finns listade i Catalogue of Life.